# 평형 상수
평형 상수(平衡常數, 영어: equilibrium constant)는 일반적인 화학 평형에서 다음과 같이 정의된다. (단, 아래 값에는 '생성물', 즉 반응이 완료된 후 남은 양을 대입한다. 남은 양은 주로 M농도를 사용한다)

## 기본 정의
가역적인 화학반응이 특정온도에서 평형을 이루고 있을 때, 반응물과 생성물의 농도관계를 나타낸 상수이며 반응물 및 생성물의 초기농도에 관계없이 항상 같은 값을 지닌다. 이 값이 크면 평형에서 생성물이 반응물보다 더 많이 존재함을 의미한다.  평형상수는 화학 평형의 법칙으로부터 유도된 것으로 생성물의 몰농도 곱과 반응물의 몰농도 곱의 비이다. 평형상수가 크면 정반응이 활발하여 생성물질이 많이 존재하는 것이고 화학 반응식의 계수가 변하면 평형 상수 값도 변한다. 평형상수는 온도만의 함수로서 압력이나 농도에는 영향을 받지 않는다.  반응물 A와 B가 반응하여 생성물 C와 D를 생성하는 가역적 반응에 대한 화학 반응식은 다음과 같다.
{\displaystyle aA+bB\leftrightarrows cC+dD} ({\displaystyle a,b,c,d}는 계수)
이러한 가역반응은 일정한 온도에서 시간이 충분히 흐르면 반응물이나 생성물의 초기농도에 관계없이 더 이상 겉보기 농도에 변화가 없는 상태에 이르게 되는데 이를 평형상태라 한다. 이러한 평형상태에서 반응물과 생성물의 농도비는 일정하며, 이 값 {\displaystyle K_{c}}를 평형상수라 한다. 아래첨자 c는 농도(concentration)의 약자이다. 가역적 반응에 대한 화학 반응식은 다음과 같다.
{\displaystyle K_{c}={\frac {[C]^{c}[D]^{d}}{[A]^{a}[B]^{b}}}}
{\displaystyle [A],[B],[C],[D]}는 {\displaystyle A,B,C,D}의 평형에서의 몰농도이다. 이를 질량작용의 법칙(law of mass action)이라 하며 1864년 노르웨이의 굴트베르크(C. M. Gouldberg)와 보게(P. Waage)에 의해 제안되었다.  평형상수는 실험적으로 결정하며 화학평형식에 따라 단위는 달라진다. 그러나 관례적으로 평형 상수의 단위를 생략한다. 값은 온도에 따라 변하며 화학식의 계수에 의존한다.

## 속성
전체반응에 대한 K표현   만일 전체 반응이 둘 혹은 그 이상의 반응들의 합이면 전체 평형상수는 각 단계에 대한 평형상수의 곱이다
K전체=K1×K2×K3×∙∙∙ ×Kn 
정반응과 역반응의 K표현  정반응의 평형상수는 역반응의 평형상수의 역수이다.

{\displaystyle K_{c}} = 정반응의 평형상수
{\displaystyle {\frac {1}{K_{c}}}} = 역반응의 평형상수

만약 큰 Kc 값을 가지면 정반응이 많이 진행된다는 것이고 Kc의 역수는 작은 값을 가져 역반응은 거의 진행되지 않는다.

공통인자를 계수에 곱한 반응에 대한 K표현  일반적으로 균형 반응식의 모든 계수에 인자를 곱하면 그 인자는 평형상수에서 지수로 나타난다.  인자n을 곱한 다음 반응식
N(aA+bB{\displaystyle \rightleftarrows }cC+dD)에서 평형상수는 다음과 같다.  K'=Kn

평형상수와 반응지수  화학반응이 아직 평형에 도달하지 않은 상태일 때, 처음 농도를 평형상수 수식에 넣어 얻어진 양을 반응지수(reaction quotient, )라 한다. 와 값을 비교하여 알짜 반응이 평형에 이르기까지 진행할 방향을 예측할 수 있다.
∙{\displaystyle Q_{c}} <{\displaystyle K_{c}}: 반응물에 대한 생성물의 초기 농도의 비가 너무 작다. 평형에 이르기 위해서는 반응물이 생성물로 전환되어야 한다. 계는 평형에 이르도록 왼쪽에서 오른쪽으로(반응물을 소모하여 생성물을 생성하면서) 진행한다.
∙{\displaystyle Q_{c}} ={\displaystyle K_{c}}: 초기 농도가 평형 농도이다. 계는 평형 상태에 있다.
∙ {\displaystyle Q_{c}}>{\displaystyle K_{c}}: 반응물에 대한 생성물의 초기 농도의 비가 너무 크다. 평형에 이르기 위해서는 생성물이 반응물로 전환되어야 한다. 계는 평형에 이르도록 오른쪽에서 왼쪽으로(생성물을 소모하여 반응물을 생성하면서) 진행한다.

불균일 평형의 평형상수 불균일 평형(heterogeneous equilibrium)이란 다른 상에 있는 반응물들과 생성물들이 관련된 가역 반응의 결과이다. 예를 들어, 탄산 칼슘을 밀폐 용기에서 가열할 때 다음과 같은 평형을 이룬다.
{\displaystyle {\ce {CaCO3(s) <-> CaO(s) + CO2(g)}}}  두 개의 고체와 하나의 기체가 세 개의 분리된 상을 이루고 있다. 평형일 때 평형 상수는 다음과 같이 쓸 수 있다.
{\displaystyle K_{c}}={\displaystyle {\frac {[CaO][CO_{2}]}{[CaCO_{3}]}}}  그러나 밀도와 마찬가지로 고체의 “농도”는 세기 성질이므로 물질의 양에 좌우되지 않는다. 따라서 와 의 항 자체는 상수이므로 =와 같이 간단하게 표기할 수 있다.  농도를 활동도로 바꾸면 더 단순해진다. 열역학에서 순수한 고체의 활동도는 1이다. 마찬가지로 순수한 액체의 활동도는 1이다. 따라서 반응물이나 생성물이 액체라면 평형 상수 식에서 생략할 수 있다.

아레니우스 식  평형상수 수식 외에도 평형상수를 구할 수 있는 수식이 있다.
{\displaystyle k=Ae^{-E_{a}/RT}}  A: 빈도 인자(얼마나 자주 유효 충돌이 일어나는가), Ea: 활성화 에너지, R: 기체 상수(8.3145J/K∙mol)  T: 절대온도

## 평형상수의 종류

### 압력 평형상수
기체상태의 물질이 평형을 이루고 있을 때 농도 대신 성분 기체의 부분압력을 써서 나타낸 평형상수이다. 이상기체에 가까울 경우, 압력평형상수가 농도평형상수와 비례하기 때문에 화학현상을 설명하는 데 아무런 문제가 발생하지 않는다.
가역적 화학반응  {\displaystyle {\ce {aA+bB\leftrightarrows cC+dD}}}이 평형에 도달해 있을 때, 앞서 보았듯이 평형상수 K는 다음과 같이 나타낸다.
{\displaystyle K_{c}}={\displaystyle {\frac {[C]^{c}[D]^{d}}{[A]^{a}[B]^{b}}}}
그러나 평형에 참여하는 물질이 기체일 경우에는 각 기체의 부분압을 써서 평형상수를 다음과 같이 나타낼 수 있다.
{\displaystyle K_{P}}={\displaystyle {\frac {[P_{C}]^{c}[P_{D}]^{d}}{[P_{A}]^{a}[P_{B}]^{b}}}}
   Kp : 압력평형상수     pA, pB, pC, pD : 각 물질의 부분압  
농도로 나타낸 평형상수를 밝힐 필요가 있을 때는 K에 아래 첨자 c를 붙여 Kc로 나타낸다. 이상기체의 경우, 농도로 나타낸 평형상수와 압력으로 나타낸 평형상수 사이에는 비례 관계가 있다. 이상기체의 상태방정식 PV = nRT 로부터 농도 C는
{\displaystyle C={\frac {n}{V}}={\frac {P}{RT}}}이다. 따라서 농도평형상수와 압력평형상수 사이에는 다음과 같은 관계가 성립한다.     
   Kp = Kc(RT)Δn 
    Δn = (c+d)-(a+b) : 생성물의 계수 합에서 반응물의 계수 합을 뺀 값  
그러므로 기체 평형의 경우 농도평형상수는 압력평형상수에 비례한다. 즉, 압력평형상수를 사용하여도 화학현상을 설명하는 데 문제가 없다. 기체의 경우 농도보다는 부분압을 써서 나타내는 것이 보다 편리하기 때문에 압력평형상수를 주로 사용한다.

### 교환 평형상수
이온 교환 반응에서 반응에 관계되는 이온을 An＋, Bm＋라고 하면,
{\displaystyle {\ce {mAR+nB^{(}m+)<->nBR.+mA^{(}n+)}}}
따라서, 질량 작용의 법칙에 따라
{\displaystyle K={\frac {a_{(}BR)^{n}\bullet a_{A}^{m}}{a_{B}^{n}\bullet a_{(}AR)^{m}}}}
가 된다. 이 K를 교환 평형 상수라고 한다. 단, aAR, aBR은 각각 교환 흡착된 이온의 활동도, aA, aB는 각각 용액 속의 이온 활동도이다. K는 이론적으로는 구해질 수 있으나, 수지상 속에는 교환 흡착된 이온 외에 도난 흡착에 의해 침투된 이온이 있어 그 구별이 사실상 불가능하며, aAR, aBR은 진한 용액의 활동도로 생각되어 활동도 계수도 불명확하므로 사실 K는 구할 수 없다. 이온 교환 평형은 현재에는 교환 흡착된 이온과 도난 흡착에 의해 침투된 이온을 구별하여 생각하지 않는 사고 방식(막평형의 사고 방식)에 따라 해석되고 있다.

### 혼용된 평형상수
해양학에서 자주 쓰는 혼용된 평형상수는 온도, 압력에 더해 염분의 함수로 규정되며 K가 아니라  K'로 표시한다[2]. 여기서는 각 인자의 영향을 자세하게 논의하지 않고 결과만을 요약해서 소개하려고 한다. 해양의 표면에서 깊은 곳으로 내려가면서 온도는 내려가고 압력은 올라가는데, 이때 일어나는 변화를 탄산의 해리를 예로 들면 다음과 같다. 온도가 내려가면 K'은 작아지고, 압력이 커져도 K'은 작아진다. 염분이 줄어들면 K'이 작아진다.  어떤 평형상수를 골라 쓰는가에 따라 화학종의 농도에 대한 계산 결과가 크게 달라질 수 있다. 따라서 해양의 경우에는 배경 매체가 단순하지 않아서 인공 해수로 구한 것들이 많이 쓰이고 있다. 앞으로는 천연 해수에 대한 값이 쓰여야 할 것이다.  [1] 실제 열역학에서는 통상적으로 []로 표시한 총화학량 농도가 아니라 { }로 표시하는 활동도로 정의되어 있다. 그런데 해양학같이 활동도 개념을 엄밀하게 적용하기 어려운 경우에는 활동도와 총화학량 농도를 섞어 쓰는 체계를 주로 사용한다. 활동도의 적용은 극히 드물어서 pH(수소이온 활동도)에만 국한하여 쓰는 경우가 많다.  [2] 평형상수식의 입력값을 총화학량 농도로 표기한 경우에는 농도 평형상수(stoichiometric equilibrium constant)라 구분지어 부르며 통상 K'으로 표기한다.

### 물리화학에서의 평형상수
반응물과 생성물의 표준 몰 gibbs 에너지의 차를 표준 반응 gibbs 에너지 라고 한다. 평형에서는 ΔrG = 0이다. 그리고 평형에서의 부분 압력들의 비는 K로 나타낸다.
{\displaystyle 0=\vartriangle rG^{\circ }+RTlnk}  이 식은 다음과 같이 고쳐 쓸 수 있다.
{\displaystyle -\vartriangle rG^{\circ }=RTlnk}  이 관계식은 화학 열역학에서 가장 중요한 식의 하나다.  
-상이한 온도에서의 K값  어느 한 온도 T1에서의 평형 상수 값 K1을 이용하여 다른 온도 T2에서의 평형 상수를 구하려면 두 온도 사이에서 적분을 이용하면 된다.
{\displaystyle lnK_{2}-lnK_{1}=-{\frac {1}{R}}\int _{1/T_{1}}^{1/T_{2}}\bigtriangleup _{r}H^{\circ }d(1/T)}  ∆r H°이 온도에 조금밖에 의존하지 않는다면 이것을 적분기호 밖으로 끌어낼 수 있다. 그러면 위의 식이 다음과 같이 된다.
{\displaystyle lnK_{2}-lnK_{1}=-{\frac {\bigtriangleup _{r}H^{\circ }}{R}}({\frac {1}{T_{2}}}-{\frac {1}{T_{1}}})}

### 산해리상수
산의 이온화평형의 평형상수이며, 산의 세기를 나타내는 척도로 값이 클수록 이온화 경향이 크다. 이온화가 여러 단계인 경우에는 각 단계마다 산해리상수를 나타낼 수 있으며 온도에 의해서만 변한다.   산이온화상수라고도 한다. 산해리상수 값이 클수록 이온화가 잘 되는 것이므로 센산이다. 따라서 Ka 값만 비교하면 된다. 이온화가 여러 단계로 일어나는 경우에는 각 단계마다 산해리상수를 나타낼 수 있다. 예를 들면, 아세트산이 물 속에서 이온화하면 각 성분의 농도가 일정하게 유지되는데, 이 때 산해리상수는 평형상수와 같이 온도에 의해서만 변한다.   
산을 HA로 나타내고, 그 이온화 평형을 HA ↔ H++A-로 나타낼 때, 산해리상수 Ka는 다음과 같이 나타낼 수 있다. 

{\displaystyle K_{a}={\frac {[H^{+}][A^{-}]}{[HA]}}}에서 산해리상수는 1.75×10-5이다.

### 가수분해상수
중화반응으로 생긴 염이 다시 이온화하여 생기는 가수분해반응의 평형상수를 말한다.   약한 염기인 암모니아 NH3와 강한 산 염화수소 HCl의 중화로 생기는 NH4+은 NH4++H2O 778 NH3+H3O+로 가수분해된다. 가수분해상수를 Kh라 하면 Kh=cNH3×cH3O+/cNH4+다. 한편, 수용액 속에서의 NH3의 이온화상수는 Kb=cNH4+×cOH-/cNH3, 물의 이온곱은 Kw이므로 KhKb=Kw이다. 이때 가수분해의 평형상수 Kh는 Kb가 작을수록 커진다. 이러한 관계는 약한 산과 강한 염기에서도 성립한다.  
아세트산나트륨과 같이 약한 산과 강한 염기 사이에서 형성된 염을 물에 녹이면, 약한 산의 짝염기인 음 이온은 어느 정도 강한 염기이므로 수용액 속에서 수산화이온을 형성한다.  
CH3COO-+H2O → CH3COOH+OH-   일반적으로 약한 산의 짝염기 A-의 가수분해 반응의 평형상수 K는 A-+ H2O →HA + OH-로 표시하고, 따라서 평형상수는 Ka가 작을수록 큰 값을 갖게 된다. 즉, 음 이온은 그 짝산이 약한 산일수록 가수분해 반응을 잘하며, 염기성 용액을 만든다. 그러므로, 양 이온은 그 짝염기가 약한 염기일수록 가수분해 반응을 잘하여, 산성 용액을 만든다.

### 용해도곱상수
포화용액에서 염을 구성하는 양이온과 음이온의 농도를 곱한 값을 말한다. 표기는 보통 Ksp로 표시한다.  예를 들어 {\displaystyle {\ce {Ag^+(aq) + Cl^-(aq) -> AgCl(s)}}} 의 반응에서
AgCl(s) 은 대표적인 앙금으로. 이때, [Ag+] = 1.33×10−5이다. 이로부터 용해도를 계산하면, 1.923×10−4g/물 100g(20°C)이다.  따라서 평형 상수 K = [Ag+][Cl-] = 1.77×10-10이므로. {\displaystyle K_{sp}<math>} = 1.77×10-10의 용해도곱 상수값을 가진다.

## 추가개념
평형 상수는 혼합물에서 반응물 및 생성물 종의 초기 분석 농도와 무관하다. 따라서, 시스템의 초기 조성이 주어지면, 평형에서 시스템 의 조성을 결정하기 위해 공지 된 평형 상수 값이 사용될 수 있다. 그러나 온도, 용매 및 이온 강도와 같은 반응 매개 변수 모두 평형 상수의 값에 영향을 줄 수 있다.  평형 상수에 대한 지식은 혈액의 헤모글로빈 에 의한 산소 수송 및 인체의 산-염기 항상성 과 같은 생화학 적 과정뿐만 아니라 많은 화학 시스템의 이해를 위해 필수적이다.  안정성 상수 , 형성 상수, 결합 상수 , 연관 상수 및 해리(이온화) 상수는 모든 유형의 평형 상수이다.  이온화 상수  화학에서 해리 상수(dissociation constant) 또는 이온화 상수(ionization constant)는 이온화 반응의 평형 상수로서 기호 Kd로 나타낸다.  AxBy ↔ xA+＋yB-위 반응에서 전해질 AB가 수용액 속에서 평형을 이뤘을 때, 각 물질의 농도를 [AxBy],[A+],[B-]라고 하면, 이 반응의 이온화 상수는

{\displaystyle K_{d}={\frac {[xA^{+}]^{x}[B^{-}]^{y}}{[A_{x}B_{y}]}}} 이 된다.
또한 값은 {\displaystyle K_{d}} 값은 그냥 쓰기엔 너무 작은 수이므로 보통은 역로그 값을 취해 사용하고 {\displaystyle pK_{d}}로 표시한다.
따라서 {\displaystyle pK_{a}=-logK_{a}}가 성립한다.
이온화 평형을 볼 수 있을 때의 평형상수이다. 전해질이 용액 속에서 어느 정도 이온화되어있는지를 수치로 표현한 것으로, 이 값이 작을수록 이온화가 잘 일어나지 않는 약전해질이다. 이 상수는 두 용액의 농도를 각각 구하여 곱한 뒤, 그 값을 전체 용액의 농도로 나눈 값이다.  전리상수라고도 한다. 예를 들면 전해질이 수용액 중에서 이온화되었을 때 그 반응이, AB ↔ A+＋B-으로 표시되고, 각각의 농도를 [AB], [A+], [B-]라고 하면 k=[A+] [B-]/[AB]를 이온화상수라고 한다.  이것은 전해질이 용액 속에서 어느 정도 이온화되어 있는가의 기준이 되는 수치이며, 이 값이 작은 것일수록 약전해질인 것을 나타낸다. 단, 용액이 충분히 묽지 않을 때는 보정농도(補正濃度)로서 활성도를 도입할 필요가 있다.
활동 계수 값이 평형 시스템에 대해 실험적으로 결정된 경우는 매우 드물다. 실험 계수에서 활동 계수 값을 알 수 없는 상황을 처리하기 위한 세 가지 방법이 있다.  1.    반응물 농도와 함께 계산 된 활동 계수를 사용한다. 용액의 평형의 경우, 활동 계수의 추정치는 Debye-Hückel 이론 , 확장 버전 또는 SIT 이론을 사용하여 얻을 수 있다. 하전 되지 않은 종의 경우, 활동 계수γ0은 대부분 "salting-out"모델을 따른다 :log10 γ0=bI여기서I는 이온 강도를 나타낸다.   2.    활동 계수가 모두 1이라고 가정한다. 이것은 모든 농도가 매우 낮을 때 허용되는 방법이다.  3.    용액의 평형을 위해서는 높은 이온 강도의 매체를 사용한다. 실제로 이것은 '매체를 참조'하여 표준 상태를 재정의한다. 표준 상태에서의 활동 계수는 정의상 방법1과 동일하다. 이러한 방식으로 결정된 평형 상수의 값은 이온 강도에 의존한다. 공개된 상수가 특정 응용에 필요한 것 이외의 이온 강도를 언급 할 때, 이는 특정 이온 이론 (SIT) 및 다른 이론에 의해 조정될 수 있다.

## 같이 보기
- 반응 지수
- 반응의 자발성

## 참고 문헌
- 균일평형 [homogeneous equilibrium, 均一平衡] (두산백과)
- 불균일 평형 [不均一平衡] (Basic 고교생을 위한 화학 용어사전, 2002. 9. 30., 서인호)
- 가수분해상수 [hydrolysis constant, 加水分解常數] (두산백과)
- 산해리상수 [acid dissociation constant, 酸解離常數] (두산백과)
- 이온화상수 [ionization constant, ─化常數] (두산백과)
- 레이먼드 창의 일반화학 ch14 화학평형 ch16 산염기평형과 용해도 평형
- 줌달의 기본 일반화학 8TH Edition